# Sputnik 21
Sputnik 21 (nota anche come Venera 2MV-2 No.1) è la denominazione con la quale è nota in Occidente una sonda spaziale sovietica facente parte del Programma Venera la quale avrebbe dovuto eseguire un sorvolo del pianeta Venere. La sonda fu lanciata il 12 settembre 1962 con un razzo vettore Semërka e fu collocata in orbita geocentrica, ma al momento dell'accensione per l'uscita dall'orbita terrestre l'ultimo stadio del razzo esplose e la sonda rimase distrutta. L'US Naval Space Command Satellite, che seguiva i lanci dei satelliti sovietici per conto del governo degli Stati Uniti, denominò originariamente questo veicolo spaziale come Sputnik 25.